# Imeni M. I. Kalinina
Imeni M. I. Kalinina (in russo имени М. И. Калинина?) è un insediamento operaio della Russia europea centro-orientale, situato nel Vetlužskij rajon dell'oblast' di Nižnij Novgorod. 
Si trova nell'estremo nord della regione, 275 km a nord-est di Nižnij Novgorod e 45 km a nord-ovest di Vetluga.